# Assassinats a Amiens
Assassinats a Amiens (títol original en francès, Meurtres à Amiens) és un telefilm francès de la col·lecció Assassinats a ..., escrita per Natascha Cucheval i Cécile Lorne, i dirigida per Vincent Trisolini. S'ha doblat al català per a TV3, que va estrenar-la el 22 de juny de 2025.
El rodatge va tenir lloc del 17 de novembre al 14 de desembre de 2021 a la regió dels Alts de França.
A França, la pel·lícula va atreure 4,7 milions d'espectadors i una quota d'audiència del 20,8% quan es va emetre el 3 de setembre de 2022 a France 3.